# Статуи освободителей
«Статуи освободителей» (англ. Statues of the Liberators) — это пять статуй, установленных в Вашингтоне и посвящённых латиноамериканским лидерам, добившимся свободы для всей Америки и сыгравшим важную роль в истории США.

## История
В период с 1808 по 1826 год, латиноамериканские освободители боролись против господства Испанской империи, приняв участие в серии военных сражений, известных под общем названием войн за независимость, имеющих целью создание свободных государств по всей Америке. Успех американских колонистов в борьбе с британцами во время войны за независимость США, повлиял на освободителей, стремившихся установить республиканские идеалы по всей Америке и обрести независимость от Испании. Военным путём освободители успешно добились свободы для большей части испанских колоний в Западном полушарии, кроме Кубы и Пуэрто-Рико.

## Расположение и инфраструктура

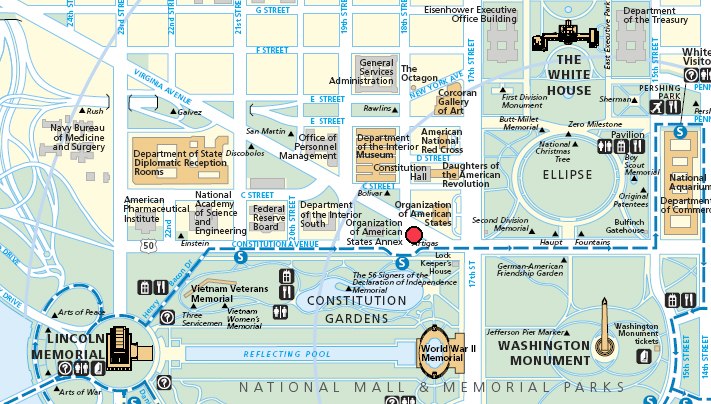
Расположение статуй на карте Вашингтона.

Статуи являются подарками стран-родин освободителей и располагаются у штаб-квартир Организации американских государств и Панамериканской организации здравоохранения вдоль Виргиния-авеню на участках 18-й, 20-й и 22-й улиц, С-стрит, Конститьюшн-авеню и Нью-Гэмпшир-авеню, рядом с территорией Нэшнл-Молла на северо-западе Вашингтона, округ Колумбия, являющейся аналогом Авеню Америк в Нью-Йорке. Архитектурный ансамбль также включает в себя сквер с памятником Дэвиду Фаррагуту, имевшему испанских предков, и фонтан в честь Христофора Колумба, испанского первооткрывателя Америки.
Служба национальных парков предлагает туристам в рамках пешеходной экскурсии телефонные туры и брошюры о статуях освободителей.

## Статуи освободителей
| Фото | Статуя                                  | Освободитель          | Расположение                                | Страна    | Год  | Скульптор           | П.    |
| ---- | --------------------------------------- | --------------------- | ------------------------------------------- | --------- | ---- | ------------------- | ----- |
|      | «Генерал Хосе Хервасио Артигас»         | Хосе Хервасио Артигас | Виргиния-авеню 18-я улица Конститьюшн-авеню | Уругвай   | 1950 | Хуан Мануэль Бланес | [ 5 ] |
|      | «Конная статуя Симона Боливара»         | Симон Боливар         | Виргиния-авеню 18-я улица С-стрит           | Венесуэла | 1959 | Феликс де Уэлдон    | [ 6 ] |
|      | «Мемориал Генерала Хосе де Сан-Мартина» | Хосе де Сан-Мартин    | Виргиния-авеню 20-я улица                   | Аргентина | 1924 | Огюст Дюмон         | [ 7 ] |
|      | «Бернардо де Гальвес»                   | Бернардо де Гальвес   | Виргиния-авеню 22-я улица                   | Испания   | 1976 | Хуан де Авалос      | [ 8 ] |
|      | «Бенито Хуарес»                         | Бенито Хуарес         | Виргиния-авеню Нью-Гэмпшир-авеню            | Мексика   | 1969 | Энрике Альчати      | [ 9 ] |